# Язеп Льосік
Язеп Льосік (біл. Язэп Лёсік 6 (18) листопада 1883 , с. Миколаївщина Мінського повіту (нині Столбцовський район —  1 квітня 1940) — білоруський національний і політичний діяч, письменник, публіцист, мовознавець, педагог. Академік НАН Білорусі (1928). 
У пресі, крім власного прізвища (також в написанні Лесік, Лосік, Ліосік) виступав під псевдонімами («криптонімами») Павал Ксяневіч, Язэп Ксяневіч, Язэп Ліхадзіеўскі, М. Кепскі, J. L. (Apalczenniec) і їх різними скороченнями і варіантами. 

## Біографія
Язеп Льосік народився в селянській родині на Столбцовщині наймолодшим із семи братів. Навчався в Молодечненській учительській семінарії (1898 - 1899), закінчив Новгород-Сіверське міське училище (1902). 3 1902 року працював викладачем Бобруйської сільськогосподарської школи, з 1903 р. вчителював у містечку Грем'яч Новгород-Сіверського повіту Чернігівської губернії. За участь у революційних виступах 1905 заарештований, ув'язнений в Новгород-Сіверську в'язницю. У 1907 р. привезений на суд до м. Стародуба, але через кілька днів втік із місцевої в'язниці. Переховувався від влади в рідних і знайомих у Столбцях, Санкт-Петербурзі, на ст. Красновка недалеко від Луганська. У 1911 р. приїхав у Новгород-Сіверський до брата Антона. Тут знову заарештований і засуджений до безстрокового поселення в Сибіру. Покарання відбував у м. Кіренську і Бодайбо Іркутської губернії, де познайомився й потоваришував з Олесем Гаруном. Підтримував зв'язок з газетою «Наша нива».
До Білорусі із заслання повернувся після Лютневої революції в 1917. Був у Білоруській соціалістичній громаді (БСГ, мінська секція, з квітня 1917). Став одним із лідерів БСГ, кандидат від партії в Установчий сейм на Мінщині. Увійшов до Білоруського національного комітету, редагував його газету «Вільна Білорусь» (1917-18). На З'їзді білоруських організацій та партій обраний до Виконавчого комітету Центральної ради білоруських організацій, пізніше увійшов до Великої білоруської ради. Голова Виконавчого комітету Центральної ради білоруських організацій (на II з'їзді, липень 1917). Учасник Всебілоруського з'їзду (конгресу) 1917 року. Виступив публічно проти розгону конгресу і проти більшовиків. 
Під час окупації Білорусі німецькими та польськими військами жив і працював у Мінську. Співпрацював з Народним секретаріатом БНР. Один з ініціаторів акту незалежності Білоруської Народної Республіки (БНР). 25 квітня 1918 разом з іншими керівниками підписав від імені Ради БНР телеграму на ім'я кайзера Німеччини Вільгельма II, в якій вони заявили, що майбутнє Білорусі бачать "тільки під опікою німецької держави». Після розколу БСГ один з творців та керівників Білоруської соціал-демократичної партії. З 14 травня 1918 року Голова Президії Ради БНР. Після підписання 27 серпня додаткового німецько-радянського договору до Брестського миру Я. Льосік, голова Народного секретаріату і народний секретар закордонних справ Я. Середа і народний секретар, начальник канцелярії Народного секретаріату Л. Заєць направили канцлеру Німеччини Г. фон Гертлінгу протест проти планів передачі земель, на які претендувала БНР, в руки поляків. Після приходу більшовиків до Мінська (початок грудня 1918 р.  ) оголошений поза законом разом з іншими урядовцями. 
Під час польської окупації 1919-20 працював у газетах «Дзвін» і «Білорусь» (редактор з 1920). Після розколу Ради БНР на Раду БНР і Народну раду БНР (13 грудня 1919) Язеп Льосік став головою першої. 
Після закінчення війни залишився в БРСР. У 1920 оголосив про «визнання принципів Радянської влади» і вийшов з політичного життя. Займався науковою, культурно-просвітницькою, літературною роботою. 3 липня 1921 викладав у БДУ, на лекторських курсах, у Білпедтехнікумі. У 1922 обраний дійсним членом Інституту білоруської культури, брав участь в роботі термінологічної комісії (з початку 1930 її голова). Переклав білоруською мовою (1923) «Маніфест комуністичної партії» К. Маркса і Ф. Енгельса. Був одним з ініціаторів проведення Академічної конференції з реформи білоруського правопису і абетки (листопад 1926), на якій виступив з двома основними доповідями. У 1928 затверджений дійсним членом АН Білорусі. Був директором Інституту наукової мови.
У 1922, після виходу в світ «Практичної граматики білоруської мови», «Зірка» назвала підручник «контрреволюційним». На поч. листопада 1922 Я. Льосіка заарештували, але на захист його виступив тодішній нарком освіти БРСР В. Ігнатовський. 11 листопада 1922 він направив до Президії ЦК КП(б)Б звернення, в якому вказав значення Язепа Льосіка для будівництва національної культури і поставив питання про його звільнення. У грудні 1922 Льосіка відпустили. Другий раз його заарештували 20 липня 1930 у справі "Союзу визволення Білорусі». 6 грудня 1930 постановою РНК БРСР Я. Льосік позбавлений звання академіка. Ухвалою колегії ОГПУ БРСР від 10 квітня 1931 він засланий на 5 років до м. Камишина Саратовської області. Жив у м. Миколаївську, де викладав у педтехнікумі. У листопаді 1934 постановою ВЦВК отримав амністію без дозволу повернення до Мінська. У 1935 переїхав з родиною на Брянщину, викладав російську мову в Малавишківській школі на ст. Злинка. Восени 1937 переселився до м. Актарськ Саратовської області, працював у педтехнікумі. У червні 1938 знову заарештований за «належність до існуючої в Саратові з числа політв'язнів контрреволюційної організації». 31 березня 1940 засуджений на 5 років концтаборів за «антирадянську агітацію». За офіційною версією, помер від туберкульозу в саратовській в'язниці. За вироком 1938 реабілітований 8 жовтня 1958, за вироком 1931 - 10 червня 1988 . Відновлений у званні академіка в 1990.

## У політиці
Спочатку Язеп Льосік був прихильником автономії Білорусі у складі Російської федерації. Крім Білорусі, вважав він, до федерації мали увійти Україна, Литва, Латвія, Великоросія, Сибір, землі Кавказу, Фінляндія, Естонія та ін. Він писав: «Ми повинні мати свій білоруський парламент, свою Білоруську Крайову Раду, повністю незалежну в рамках свого крайового законодавства від центрального, загальнодержавного уряду. Тільки такі справи, як спілкування з іншими державами, митно-грошова система, верховне керівництво військовими силами, найважливіші залізниці повинні перебувати під керівництвом загальнодержавної влади, яка так само має складатися з представників усіх націй і країв». Після розгону Всебілоруського з'їзду 1917 і підписання Брестського миру 1918 перейшов на позиції незалежної Білоруської демократичної республіки. Ідеолог і пропагандист білоруської незалежності. 
Після 1920 від політичної діяльності відійшов. 

## У науці
Учасник Білоруського наукового з'їзду. Член Інбілкульту (1921-30). Витоки білоруської національної культури Язеп Льосік досліджував у статті «Культурний стан Білорусі до моменту Лютневої революції» (1924), де прийшов до висновку, що «як свідомість визначається буттям, так культурний стан народу визначається його економічно-цивільними відносинами». Він автор статей і нарисів з історії Білорусі: «1517-1917 (до ювілею 400-ліття білоруського друку» (1917), «Історія Великого князівства Литовсько-Білоруського", "Пам'ятки старовинної білоруської мови і писемності» (1918), «Пам'ятка» (1919), «Литва-Білорусь» (1921), «Битва під Грюнвальдом в описі хроніки Биховця, Длугоша, Бєльського та ін.» (1922), стародруків: «Графіка, правопис і мова в заповіті кн. Саломерацького і в двох інших документах з паперів Саломерецьких XVI ст.» (1929). 

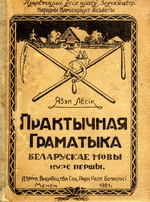
«Практична граматика білоруської мови»

Протягом 1921-1927 Льосік видав наукові мовознавчі роботи: «Практична граматика російської мови», «Білоруська мова: Початкова граматика», «Білоруська мова: Правопис», «Синтаксис російської мови», «В справі реформи наше абетки», «Спрощення правопису», «До реформи білоруського правопису», «Граматика російської мови: Фонетика», «Граматика російської мови: Морфологія». Окремі з них витримали кілька перевидань. Учасник Академічної конференції з реформи білоруського правопису і абетки (1926). 
Однозначно виступав за зберігання кириличного алфавіту. Дуже схвалював «науковість і логічність» сербської кириличної абетки.  
У 1923-1925 виступив з критикою граматики Броніслава Тарашкевича, пропонував значні зміни в білоруському алфавіті, правописі, граматиці, призначені для їх спрощення, ґрунтуючись на народній білоруській традиції. Між іншим, в алфавіті: заміни «ы->и», «й->ј», «э->є», введення букв «ӡ» і «ӡ̌» для передачі африкат «дз» і «дж»; у правописі: написання голосних «я, е, ё, ю» на засадах складів у формі «ј + а, е, о, у», значне розширення принципу «акання», скасування написання м'якого знака («мертвої літери») між подвійних приголосних і після «з-с, ц-дз» перед м'якими приголосними.

## У педагогіці
Один з перших організаторів безкоштовних білоруських курсів (осінь 1917). Викладав на Мінських білоруських учительських курсах (1918-1919). Ініціатор відновлення «Білоруського вчительського союзу», один з авторів його статуту. Викладач у БДУ (1921-1930). Автор ряду підручників з білоруської мови: «Практична граматика» (1921)  , «Білоруська мова. Початкова граматика» (1924),«Білоруська мова. Правопис» (1924) . 

## Літературна діяльність
Перу Язепа Льосіка належить ряд літературних творів. Перший відомий твір: розповідь «Раби Михась Кречка, що був за суддю», надрукований у «Нашій Ниві» (19 липня 1912). Розповідь «Не все ж разом, єгомосці! ..», вийшла окремою книжкою (1914). «Оповідання без назви» (друк. у газетах «Вільна Білорусь» і «Білорусь», 1917-1920).  Язеп Льосік - автор творів «Геркулес і селянин» , «Лелека і пташенята », «По-волочебному», кілька відомих віршів.  Багато творів у публікаціях і рукописах втрачені. 
Його літературний талант помітив і високо оцінив М. Горецький, особливо відзначивши «Оповідання без назви». У 1921 Язеп Льосік підготував до друку збірку художньої прози «Рідні образи», але її було заборонено.
У публіцистиці Льосіка 1917-1920 основне місце займали проблеми незалежності Білорусі, її національного відродження, історії та майбутнього, національного питання (брошура «Автономія Білорусі», стаття «Вільна Білорусь» , «Національний тиск», «Темні сили заворушилися», «Хто винуватці війни »,«Працівникам білоруського руху »,«Чому це так?»,« Наші потреби»,«Навіщо нам федерація?» (всі 1917), «Історична невідворотність»,« Робітничий клас пануючих і пригноблених націй» (обидва 1918) та ін. 

## Сім'я
З селянської родини. Брат А. Льосіка. Дядько Якуба Коласа. Одружений (з 1917) з Вандою Левицькою, у них було троє дітей (Юра, Люція, Олеся). 

## Оцінки
Як літератор, зазначений як «талановитий оповідач»; його творчість «дуже національна, народно-білоруська ...» ( М. Горецький, 1919). У пізніші радянські часи (1960-1970) зазначалося, що він «в творах ... допускав помилки націоналістичного характеру». 

## Твори

### Книги, брошури
- Аўтаномія Беларусі. — Мн., 1917 (2 выд.: Мн., 1990).
- Беларуская мова: правапіс / Язэп Лёсік. — Менск: Беларускае кааперацыйна-выдавецкае таварыства «Савецкая Беларусь», 1924. — 190 с.
- Беларускі правапіс / Язэп Лёсік. — Менск: Дзяржаўнае выдавецтва Беларусі, 1925. — VIII, 179, [5] с.
- Беларускі правапіс / Язэп Лёсік. — Менск: Беларускае дзяржаўнае выдавецтва, 1927. — 204, [4] с.
- Граматыка беларускае мовы: морфолёгія: для настаўнікаў педтэхнікумаў і самаасьветы / Язэп Лёсік. — Менск: Дзяржаўнае выдавецтва Беларусі, 1927. — 190 с.
- Граматыка беларускае мовы: фонэтыка / Язэп Лёсік. — Менск: выдана коштам аўтара, 1926. — 131 с.
- Граматыка беларускай мовы: фанетыка / Язэп Лёсік. — Мн.: Народная асвета, 1995 — 131 с. — (Беларуская мова: гісторыя і сучаснасць). — ISBN 985-03-0249-6.
- Да рэформы беларускага правапісу. — Мн., 1926 (сааўт. А.Лёсік)
- Літва — Беларусь: гістарычныя выведы / Язэп Лёсік; [прадмова З. Санько; пасляслоўе А. Жлуткі]. — Мн.: Тэхналогія, 2016. — 33, [2] с. — ISBN 978-985-458-266-5.
- Мы перш за ўсё беларусы: проза, публіцыстыка / Язэп Лёсік; [уклад. В. Дранчука; прадм. В. Міцкевіч]. — Мн.: Беларускі кнігазбор, 2004. — 71 с. — (Серыя «Мне сонцам свеціць Наднямонне»). — ISBN 985-6730-80-6.
- Наша крыніца: чытанне для беларускіх школ / Я. Лёсік. — Берлін: выданне Навукова-літэрацкага аддзела Камісарыяту асветы БССР, 1922. — 275 c., [4] л. іл.
- Наша крыніца: чытаннне для беларускіх школ у Латвіі / Я. Лёсік. — Рыга: выданне Беларускага выдавецтва ў Латвіі, 1927. — 275, [1] с.
- «Ня ўсё-ж разам, ягомосці!...» / А. Лёсік. — Вільня: Беларускае выдавецкае таварыства, 1914. — 32 с.
- Практычная граматыка / Язэп Лёсік. — Менск: Беларускае кааперацыйна-выдавецкае таварыства «Адраджэнне», 1922.
- Практычная граматыка беларускай мовы: курс 1-шы / Язэп Лёсік; Соц. Радн. Рэспубліка Беларусі, Народны камісарыят асветы. — Менск: Дзяржаўнае выдавецтва Соц. Радн. Рэспублікі Беларусі, 1921. — 72 с.
- Практычная граматыка беларускай мовы / Язэп Лёсік; Народны камісарыят асветы. Ч. 2: Кароткі курс этымалогіі і сінтаксу. — Менск: Дзяржаўнае выдавецтва Беларусі, 1922. — 314, [2] с.
- Творы: апавяданні, казкі, артыкулы / Язэп Лёсік; [укладанне, прадмова і каментарыі А. Жынкіна]. — Мн.: Мастацкая літаратура, 1994. — 334, [1] с., [8] л. іл., партр., факсім. — ISBN 5-340-01250-6.
- У справе рэформы нашай азбукі / Язэп Лёсік. — [Мн.: б. в., 1926]. — 10 с. — (Матэрыялы да акадэмічнай канферэнцыі па рэформе правапісу і азбукі; 1).
- Школьная граматыка беларускай мовы / Язэп Лёсік. — Менск: Беларускае дзяржаўнае выдавецтва, 1927. — 184, [4] с.
- Школьная граматыка беларускай мовы. — Мн.: Белдзяржвыд, 1928. — 188 с.

### Статті
- Асноўны матыў у творчасці Максіма Багдановіча (Пасляслоўе, публіхацыя і заўвагі І. Багдановіч) // Полымя. — 1991. — № 12.
- Бітва пад Грунвальдам у апісаньні кронікі Быхаўца, Длугоша, Бельскага і інш. // Спадчына. — 1996. — № 4.